# Niet zo somber
 Niet zo somber  is een studioalbum van Youp van 't Hek, uitgebracht in 1996. Het album bevat veertien liedjes met teksten van, van ’t Hek, waarvan het merendeel, deel uitmaakte van zijn twee theatershows uit 1993 en 1995 en zijn Oudejaarsconference uit 1995.
De liedjes zijn in speciale studio-setting, opnieuw opgenomen. Net als op zijn vorige studioalbum, Niemand weet hoe laat het is, uit 1992, is de cd gearrangeerd en geproduceerd door Ton Scherpenzeel, die ook het kamerorkest voorgaat. 
Het nummer De armen wijzen naar de lucht, maakte geen deel uit van zijn theatershows of Oudejaarsconference en was niet eerder op cd verschenen.
Het album is opgenomen in de Mirasound Studio, Studio 88 en Studio ABT te Hilversum.

## Titel en hoes
De titel van het album is ironisch bedoeld, omdat de meeste nummers een sombere boodschap hebben.
De albumhoes is een ontwerp van Meester / Paulussen grafisch ontwerpers en toont een kleurenfoto van fotograaf Jan Swinkels met oranje en wit gekleurde strandstoelen en parasols, waartussen geheel in zwart gekleed, Youp van 't Hek zit.

## Nummers
| Nr. | Titel                                 | Schrijver(s)    | Duur |
| --- | ------------------------------------- | --------------- | ---- |
| 1.  | Verdwijnen                            | Youp van 't Hek | 3:43 |
| 2.  | Meneer Alzheimer                      | Youp van 't Hek | 3:32 |
| 3.  | Mooi geweest                          | Youp van 't Hek | 4:07 |
| 4.  | Spelen met je leven                   | Youp van 't Hek | 2:11 |
| 5.  | Mijn zoontje droomt                   | Jan Boerstoel   | 3:19 |
| 6.  | De armen wijzen naar de lucht         | Youp van 't Hek | 3:05 |
| 7.  | Per ongeluk                           | Youp van 't Hek | 2:51 |
| 8.  | Strompelen                            | Youp van 't Hek | 3:19 |
| 9.  | Waarom gaan de verkeerde mensen dood? | Youp van 't Hek | 2:38 |
| 10. | Liegen liefste                        | Youp van 't Hek | 3:24 |
| 11. | Wie zal mijn wagen duwen?             | Youp van 't Hek | 3:06 |
| 12. | Grand café                            | Youp van 't Hek | 3:06 |
| 13. | Het plafond is zwak                   | Youp van 't Hek | 2:46 |
| 14. | Ergens in de verte                    | Youp van 't Hek | 2:25 |

## Musici
- Youp van 't Hek - tekst, zang
- Rens van der Zalm - accordeon, gitaar
- Lené te Voortwis - basgitaar, double basgitaar
- Margreet Landweer – cello
- Annet Visser – melodica
- Ton Scherpenzeel – Compositie, arrangement, productie, piano, accordeon, synthesizer
- Martin de Ruiter – hobo
- Mark Stroop – percussie
- Bob Schimscheimer – percussie, opname, mixage
- Gerbrand Westveen - saxofoon, fluit, clarinet
- Aimée Versloot - viool
- Tjamke Roelofs - viool
- Jelke Haisma - techniek